# Yazz
Yasmin Evans (Shepherd's Bush, Londen, 19 mei 1960), beter bekend onder haar artiestennaam Yazz, is een Brits zangeres die eind jaren 80 van de 20e eeuw enkele grote hits scoorde.

## Biografie
Yazz is de dochter van een Jamaicaanse vader en een Britse moeder. Na enkele jaren als model en als stylist van George Michael gewerkt te hebben, scoorde ze in 1988 samen met de band Coldcut haar eerste grote hit met het nummer Doctorin' the House. Onder de naam Yazz & the Plastic Population scoorde ze een nummer 1-hit met The only way is up in onder meer Nederland (Nederlandse Top 40 en Nationale Hitparade Top 100 op Radio 3) en in thuisland het Verenigd Koninkrijk in de UK Singles Chart. Na deze plaat werd de naam van de groep veranderd in gewoon Yazz. Yazz scoorde nog enkele hits, waaronder Stand Up For Your Love Rights en Fine Time.
Ze trok zich tijdelijk terug uit de muziekwereld om haar eerste kind op te voeden. In 1993 maakte ze haar comeback door samen met de reggaegroep Aswad een cover op te nemen van de bijna twintig jaar oude hit How Long (Ace). Dit werd geen succes, net zomin als de singles die Yazz daarna heeft uitgebracht waaronder een cover van de Jackson Five-hit Never can say goodbye uit 1997.
Yazz verhuisde naar Spanje en bekeerde zich tot het christendom. In 2008 verscheen haar gospelalbum Running Back To You die gepromoot werd met optredens in kerken.

## Discografie

### Albums
| Album met eventuele hitnotering(en) in de Nederlandse Album Top 100 | Datum van verschijnen | Datum van binnenkomst | Hoogste positie | Aantal weken | Opmerkingen |
| ------------------------------------------------------------------- | --------------------- | --------------------- | --------------- | ------------ | ----------- |
| Wanted                                                              |                       | 26-11-1988            | 33              | 17           |             |

### Singles
| Single met eventuele hitnotering(en) in de Nederlandse Top 40 | Datum van verschijnen | Datum van binnenkomst | Hoogste positie | Aantal weken | Opmerkingen                                                                    |
| ------------------------------------------------------------- | --------------------- | --------------------- | --------------- | ------------ | ------------------------------------------------------------------------------ |
| Doctorin' The House                                           |                       | 16-04-1988            | 26              | 4            | met Coldcut / #20 in de Nationale Hitparade Top 100                            |
| The Only Way Is Up                                            |                       | 27-08-1988            | 1(2wk)          | 12           | #1 in de Nationale Hitparade Top 100                                           |
| Stand Up for Your Love Rights                                 |                       | 29-10-1988            | 7               | 8            | als Yazz / Veronica Alarmschijf Radio 3 / #1 in de Nationale Hitparade Top 100 |
| Fine Time                                                     |                       | 04-08-1989            | tip             | -            | als Yazz / #42 in de Nationale Hitparade Top 100                               |
| Treat Me Good                                                 |                       | 07-07-1990            | tip             | -            | als Yazz / #48 in de Nationale Top 100                                         |

| Single met hitnotering(en) in de Vlaamse Ultratop 50 | Datum van verschijnen | Datum van binnenkomst | Hoogste positie | Aantal weken | Opmerkingen                                                   |
| ---------------------------------------------------- | --------------------- | --------------------- | --------------- | ------------ | ------------------------------------------------------------- |
| The only way is up                                   | 11-07-1988            | 27-08-1988            | 1(2wk)          | 14           | als Yazz And The Plastic Population / #1 in de Radio 2 Top 30 |
| Stand up for your love rights                        | 17-10-1988            | 05-11-1988            | 4(3wk)          | 10           | #2 in de Radio 2 Top 30                                       |
| Fine time                                            | 14-11-1988            | 25-02-1989            | 28              | 3            | #29 in de Radio 2 Top 30                                      |

- Bibliothèque nationale de France: cb13901325j (data)
- Gemeinsame Normdatei: 134639529
- International Standard Name Identifier: 0000 0000 5513 9369
- Library of Congress Control Number: n90627013
- MusicBrainz: 0d6b3841-283e-4ad9-81f6-88acef21234e
- Nationale Bibliotheek van Israël: 987007396608705171
- Virtual International Authority File: 32185028
- WorldCat: E39PBJtxhyYxX7q3dWThMv78md